# جاك دوكاين
جاك دوكاين (مواليد 22 أبريل 1940) هو لاعب كرة قدم. لعب مع منتخب بلجيكا لكرة القدم. سبق له أن لعب في كأس العالم لكرة القدم مع منتخب بلاده.

## روابط خارجية
- جاك دوكاين على موقع الاتحاد الدولي (مؤرشف)  (الإنجليزية)
- جاك دوكاين على موقع الاتحاد البلجيكي (الإنجليزية)
- جاك دوكاين على موقع قاعدة بيانات كرة القدم.إي يو (الإنجليزية)
- جاك دوكاين على موقع عالم كرة القدم.نت (الإنجليزية)